# Ordenspalais
L'Ordenspalais (letteralmente "Palazzo dell'Ordine [di San Giovanni]") era un edificio situato all'angolo nord tra Wilhelmplatz e Wilhelmstraße a Berlino (oggi Berlino-Mitte).

## Storia
La costruzione dell'edificio al numero civico 7/8 di Wilhelmplatz iniziò nel 1737 come residenza del Maggior generale prussiano Karl Ludwig, Conte di Waldburg-Capustigall, morto l'anno successivo. Per ordine di Re Federico Guglielmo I di Prussia, il palazzo fu terminato dall'Ordine di San Giovanni (Johanniterorden) secondo i progetti di Carl Friedrich Richter, che progettò anche il vicino Palazzo Schulenburg (in seguito Cancelleria del Reich). Dal 1738, il palazzo fu la residenza principale dell'Herrenmeister ("Maestro dei Cavalieri"), capo dell'Ordine, e ospitò la legazione berlinese dell'Ordine. In seguito, il palazzo prese il nome dal Principe Augusto Ferdinando di Prussia, che fu Herrenmeister dal 1763 al 1811.

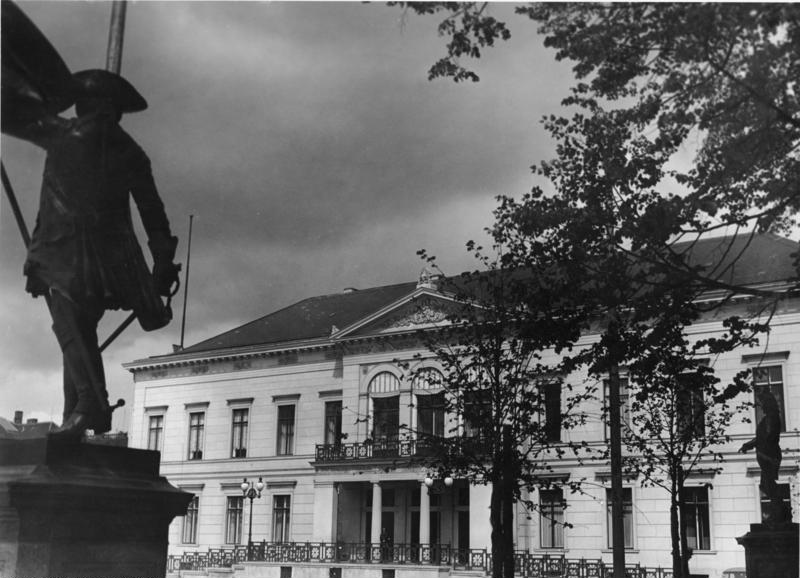
L'Ordenspalais nel 1936.

Il Regno di Prussia sequestrò l'edificio nel 1811, in seguito allo scioglimento dell'Ordine da parte di un governo alla disperata ricerca di fondi nel mezzo delle guerre napoleoniche, e il palazzo da allora in poi ospitò diverse agenzie governative prima che il principe Carlo di Prussia ne facesse la sua residenza nel 1829. Fece rimodellare il palazzo in stile neoclassico secondo i progetti di Karl Friedrich Schinkel, con una depandance costruita da Friedrich August Stüler. Nel 1853, l'edificio, ora numerato Wilhelmplatz n. 8/9, vide il solenne restauro dell'Ordine di San Giovanni e l'insediamento del principe Carlo come nuovo Herrenmeister. Dopo la sua morte nel 1883, il palazzo rimase la residenza dei discendenti del principe Carlo, i principi Federico Carlo e Federico Leopoldo di Prussia.

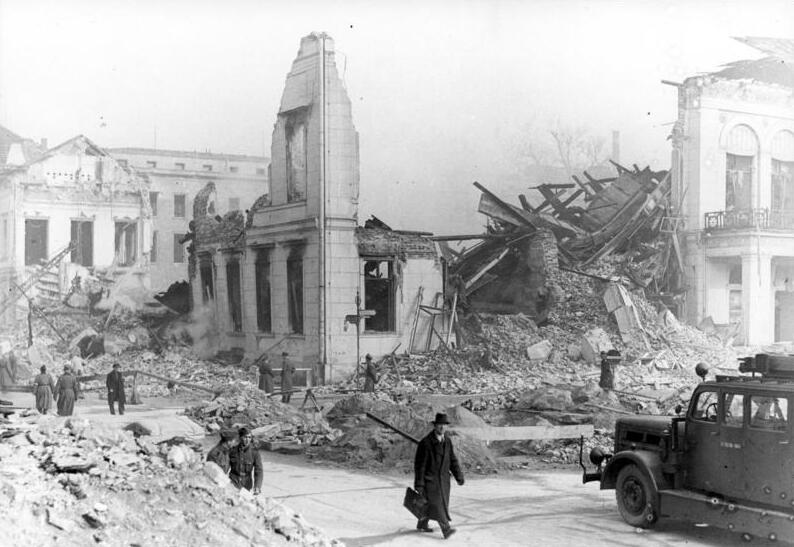
Rovine dell'Ordenspalais nel marzo 1945.

Dopo la prima guerra mondiale e la caduta della monarchia prussiana, il palazzo divenne oggetto di una lunga causa legale tra la Casata degli Hohenzollern e lo Stato libero di Prussia. Il palazzo rimase vuoto finché il governo tedesco non lo trasformò negli uffici del dipartimento stampa unificato della Reichsregierung e del Ministero degli Esteri, che vi tenevano conferenze stampa quotidiane. Nel marzo 1933, l'edificio divenne la sede del Ministero dell'Istruzione Pubblica e della Propaganda del Reich guidato da Joseph Goebbels. Durante il suo mandato, l'edificio fu nuovamente ampliato, con la dependance di Stüler estesa e ricostruita fino al 1940.
L'Ordenspalais stesso fu distrutto negli ultimi mesi della Seconda guerra mondiale. La dèpandance, rinumerata Wilhelmstraße n. 49, sopravvisse e dal 1947 fu sede dell'organizzazione del Fronte Nazionale della Germania Est. Dal 1999, l'edificio ospita gli uffici principali del Ministero federale del Lavoro e degli Affari Sociali.